# Tracheliodes curvitarsis
Tracheliodes curvitarsis  (лат.) — род песочных ос рода Tracheliodes из подсемейства Crabroninae (триба Crabronini). Европа (Австрия, Венгрия, Италия).
Охотятся на муравьёв из подсемейства долиходерины (Liometopum microcephalum).

## Описание
Мелкие осы (9 — 11 мм), чёрные с желтоватыми отметинами. Боковые края переднеспинки закруглённые. Темя и щит с мелкой густой шриховкой. Нижнечелюстные щупики 6-члениковые. Нижнегубные щупики 3-члениковые. Бока среднегруди с эпикнемиальным килем. Усики самок 12-члениковые (у самцов состоят из 13 сегментов). Внутренние края глаз субпараллельные (без выемки). Брюшко сидячее (первый стернит брюшка полностью находится под тергитом). Переднее крыло с одной дискоидальной и тремя радиомедиальными ячейками. Гнёзда в древесине, в старых ходах жуков-ксилофагов
.